# Gospodarka Burundi
Gospodarka Burundi – Burundi jest słabo rozwiniętym krajem rolniczym. Według danych z 2008 roku, rolnictwo dostarcza 32,9% PKB, a także zatrudnia ponad 93% obywateli czynnych zawodowo. Gospodarka Burundi jest ciężko doświadczana przez trwającą wojnę domową, wysokim przyrostem ludności, a także postępującą erozją gleb. ONZ zalicza ten kraj do grupy jednych z najsłabiej rozwiniętych państwa świata (tzw. LDC –  Least Developed Countries).

## Gałęzie gospodarki

### Rolnictwo
Głównym produktem eksportowym Burundi jest kawa oraz herbata. Oba produkty stanowią ponad 39% całego dochodu prowadzonego z eksportu. Innymi ważnymi produktami rolnymi są banany oraz bawełna.
Burundi jako kraj rolniczy jest doświadczany przez wahania cen produktów rolniczych na rynkach światowych. Fakt ten powoduje że budżet państwa jest silnie uzależniony od sytuacji na zagranicznych rynkach.
Obecnie sporym problem rolnictwa w Burundi jest postępująca erozja gleb. Fakt ten powoduje głównie brak odpowiedniego nawożenia gleby, a także nierówne opady deszczu w ciągu roku. Sytuacja ta powoduje że produkcja rolna spada a tym samym dochód państwa, jak i pojedynczych gospodarstw rolnych spada.

### Przemysł
Burundi posiada słabo rozwinięty przemysł który jest ukierunkowany głównie na potrzeby związane z rolnictwem. Mimo odkrytych złóż ropy naftowej, żelaza oraz niklu, brakuje inwestorów którzy są w stanie zainwestować pieniądze w sektorze wydobywczym. Głównym powodem zaistniałej sytuacji są konflikty wewnętrzne targające Burundi od wielu lat.
Brak dostępu do morza powoduje że koszty transportu towarów z Burundi jest wysoki a to odstrasza wielu potencjalnych inwestorów i przedsiębiorców chcących podjąć inwestycji w Burundi.

## Pomoc międzynarodowa
Burundi jest krajem silnie uzależnionym od pomocy międzynarodowej. Dług Burundi wobec państw zagranicznych sięga 1,2 mld dolarów amerykańskich. Spłata owego zadłużenia stanowi spory problem dla budżetu Burundi którego deficyt budżetowy sięga ponad 60 mln dolarów.
Burundi dostaje pomoc z zagranicy, a także od takich instytucji jak Międzynarodowy Fundusz Walutowy albo Bank Światowy. Ocenia się, że łączna suma pomocy zagranicznej dla Burundi sięga ponad 93 mln dolarów rocznie (stan na rok 2000).